# Barra d'informació
Una barra d'informació o infobar, és un giny usat per Internet Explorer, Mozilla Firefox i altres programes per mostrar informació a l'usuari. Una infobar és consideratda avantatjosa, ja que no interromp les activitats de l'usuari, sinó que permet a l'usuari llegir un informació extra al mateix temps que segueix navegant.